# Шерман, Анна Игоревна
Анна Игоревна Шерман (род. 1 сентября 1968) — украинский журналист и редактор, театровед, главный редактор журнала «Антиквар» (с 1 августа 2007 года), директор ИД «Антиквар». Заслуженный журналист Украины. Является экспертом в рейтинге Фокуса «50 самых влиятельных людей современного украинского искусства». Преподаватель кафедры театроведения в Киевском национальном университете театра, кино и телевидения имени И. К. Карпенко-Карого.

## Биография
Анна Шерман родилась 1 сентября 1968. Окончила Киевскую среднюю школу № 79, затем поступила и окончила КНУТКиТ (КГИТИ) им. И. К. Карпенко-Карого. В 2004 и 2005 году писала для «Подробности». С 2005 года Анна Шерман работает в журнале «Профиль Украина». С 14 августа 1998 года пишет для журнала «День». Как отметила Наталья Лигачёва, которая руководила Анной Шерман: 

В «Дне» в отделе культуры был подотдел «Телевидение», возглавляемый Ингой Балицкой. Там работали очень хорошие журналисты — Анна Шерман, Татьяна Панасенко, они пытались анализировать телепродукт, но в основном делали интервью, репортажи…
 В 2007 году А. Шерман занимала должность заместителя главного редактора и одновременно редактора раздела «Всегда». 1 июня 2007 года Анна Шерман был назначена первым заместителем главного редактора журнала «Профиль Украина». С 1 августа 2007 года стала главным редактором журнала «Антиквар». Юрий Володарский, первый главред журнала «Антиквар» выпустивший первый номер журнала в ноябре 2006 года, отметил в 2015 году: 

Когда я делал этот журнал, мне и в голову не приходило, во что он может превратиться. Я не представлял, что его возглавит эта замечательная женщина. И так, как сделала этот журнал замечательная Аня Шерман, я бы ни за что и никогда не смог бы его сделать.
30 марта 2013 года Анна Шерман предрекла закрытие журнала Esquire-Украина, который закрыли через год. В 2014 году приняла участие в Книжном Арсенале 2014 где презентовала книгу Эдуарда Щербенко «Майдан-2013».
Анна Шерман преподаёт на кафедре театроведения КНУТКиТ им. И. Карпенко-Карого.
В 2015 году она с журналом собрала миллион гривен для протезирования бойцов ВСУ воевавших на Востоке Украины.
2 апреля 2016 года приняла участие в социально-художественном проекте «Стратиграфия» в дискуссии «Как писать и снимать об архитектуре и урбанистику?». 14 июня 2016 года к референдуму в Голландии была соорганизатором выставки «Вышивка авангарда» в столичном пространстве EDUCATORIUM.